# Klaas Jan Mulder
Klaas Jan Mulder, né le 21 mai 1930 à Boven-Hardinxveld et mort le 1er novembre 2008 à Kampen,, est un organiste, pianiste et chef d'orchestre néerlandais.

## Jeunesse
Issu d'une famille de musiciens – il est l'aîné d'une famille de douze enfants – il est attiré par la musique dès son plus jeune âge. Il prend des cours d'orgue et de piano à l'école de musique de Zwolle et pendant les services religieux de son père, le révérend Jan Oebele Mulder (1903-2002), prédicateur de l'église réformé à Hattem et Kampen et marié à Hiltje van der Meulen (1905-2002), le jeune Mulder s'occupe de l'orgue dès l'âge de quatorze ans.

## Formation musicale
Mulder donne son premier concert avec le violoncelliste du Concertgebouw Orchestra, Samuel Bril à l'église de Hattem. Harm Roseboom – professeur de musique et fils de l'échevin de Hattem, Jan Roseboom – veille à ce que Mulder reçoive des cours d'orgue et de piano à l'école de musique de Zwolle.
Le 1er décembre 1948 Mulder joue le Concerto pour piano en la mineur, opus 16 du compositeur norvégien Edvard Grieg avec l'Orchestre symphonique Zwols à la Buitensociëteit de Zwolle. Un riche spectateur est impressionné et assure que Mulder pourra étudier au conservatoire d'Amsterdam. Certaines dames plus âgées lui offrent alors un piano à queue.
Au conservatoire d'Amsterdam, il étudie le piano en tant qu'instrument principal avec Jan Odé et l'orgue en instrument secondaire avec Jacob Bijster (nl). Mulder obtient son diplôme de pianiste avec mention par l'interprétation du Cinquième concerto pour piano de Ludwig van Beethoven et reçoit une note pour sa virtuosité.
Afin d'obtenir une bourse pour compléter sa formation à Bruxelles, Mulder passe un concours au ministère de l'Éducation, des Arts et des Sciences à Utrecht. Le programme comprend les Variations et fugue sur un thème de Haendel, Op. 24 de Johannes Brahms, la Mephistowals de Franz Liszt et les 32 Variations en ut mineur, WoO. 80 de Ludwig van Beethoven. Mulder choisit comme professeur Eduardo del Pueyo au Conservatoire royal de Bruxelles. Il poursuit sa formation en direction d'orchestre avec Piet Ketting et Dean Dixon.

## Chef de chœur
Après ses études musicales, une carrière de pianiste concertiste international l'attend[réf. nécessaire], mais en raison de son origine réformée, les concerts du dimanche créent un champ de tension. Mulder se retrouve dans le monde des chœurs et de l'orgue et devient rapidement un organiste de concert très recherché. Il dirige souvent ses chœurs derrière son piano.

### Chœur d'hommes Christian Kamper Door Eendracht Verbonden (1960-2008)
Pendant plus de 48 ans, de 1960 à 2008, Mulder dirige le « Kamper Mannenkoor Door Eendracht Ververband » (DEV).
À partir de 2002, grâce à un ancien habitant de la commune vivant au Canada et admirateur de l'orgue de l'église, les concerts du DEV le lendemain de Noël à l'église Bovenkerk de Kampen deviennent une tradition.
Mulder écrit des arrangements spécialement pour ses chœurs sur des mélodies classiques bien connues, des opérettes, des parties de The Sound of Music, des Negro spirituals, des chansons de la collection de Johannes de Heer (nl) et des Psaumes de Genève. Ces arrangements sont également chantés par d'autres chœurs.
L'un des moments forts est le concert à l'église Saint-Laurent de Rotterdam le 23 avril 2004. L'ensemble de la Marine Band y contribue. Mulder dirige le chœur et l'orchestre, derrière son piano à queue, dans un certain nombre de grandes œuvres chorales, notamment de Grieg. De plus, il interprète à l'orgue accompagné par l'orchestre des œuvres de César Franck et de Camille Saint-Saens.
En mai 2005, Mulder célèbre son 45e anniversaire en tant que chef de chœur.
Au début des années 1960, des dizaines d'enregistrements du chœur sont réalisés, à la fois sur LP et plus tard également sur CD. Le chœur reçoit un disque d'or et un disque de platine pour ceux-ci. Le double CD, STH Sacred Music (CD 1403022) occupe une place particulière dans la série d'enregistrements : le chef d'orchestre s'occupe lui-même des amples préludes et interludes. Ce CD contient également deux solos de piano et un solo d'orgue.
En 2006, le dernier enregistrement du chœur est réalisé sous la direction de Klaas Jan Mulder. Il s'agit du DVD/CD qui comprend également une entrevue avec le chef d'orchestre.
Le 3 mars 2007, Mulder et le chœur DEV donnent un concert de charité pour la lutte contre le cancer au De Doelen à Rotterdam, en compagnie de la chanteuse Petra Berger et du pianiste Daniel Wayenberg. 45 000 Euros y sont ainsi collectés,. A la fin de la même année, par suite d'une opération d'une tumeur au cerveau de son chef de chœur, le concert de Noël de la DEV est annulé.
Klaas Jan Mulder mourra à la fin de l'année suivante et sera remplacé à la tête du DEV par le jeune Gerwin van der Plaats, résidant à Kampen, et étudiant l'orgue et le piano au Conservatoire de Tolburg.

### Chœur chrétien d'hommes De Lofzang de Heerde (1963-2001)
De 1963 à 2001,Klaas Jan Mulder est le chef d'orchestre du chœur d'hommes De Lofzang à Heerde, créé en 1943 durant l'occupation allemande, lequel comptera cinquante membres à la libération en 1945.
C'est à l'été 1963 que le conseil d'administration du chœur d'hommes réalise un grand effort pour maintenir le chœur en vie, lequel compte alors à peine vingt-quatre membres. Klaas Jan Mulder reçoit à Kampen une délégation du chœur qui lui propose la direction. Après une longue réflexion, Mulder décide de le diriger pendant six mois. Mulder arrive à Heerde en septembre 1963. En novembre, le chœur donne à Kampen son premier concert, avec Mulder à la direction, en compagnie du chœur DEV, de l'alto Riek van der Haar et du baryton Arie van Enk.
Après quelques mois, le nombre de membres est passé à cinq-vingt-cinq. Les six mois prévus en tant que chef d'orchestre de « De Lofzang » de Heerde aboutissent par la suite à une collaboration qui durera plus de trente-sept ans.
Au cours de ces nombreuses années, des concerts sont donnés à Heerde et ailleurs, avec la participation de divers solistes, tels que Willy Caron, Marco Bakker, Henry Blackmon, Feike Asma, les frères Brouwer, Louis van Dijk, Clara de Vries, Margaret Roest, le Trio d'arpèges, accompagnés par divers orchestres En plus des divers concerts, « De Lofzang » participe également fréquemment aux services religieux, à la fois à Heerde et dans d'autres villes, dont trois sont maintenant devenus une tradition.
En 1968, le chœur « De Lofzang » célèbre son 25e anniversaire lors d'un concert à Rotterdam.
En 1983, le chœur donne un concert à l'église Bovenkerk de Kampen pour le 20e anniversaire de Mulder à sa direction, puis dans la même année un concert à l'église Johanneskerk à Heerde (nl) pour le 40e anniversaire de sa création.
Les moments les plus importants de l'existence de la chorale sont les deux tournées de concerts en 1984 et 1988 en Amérique (Chicago, Auburn, Grand Rapids) et au Canada (Saint Catharines, Toronto et Woodstock.
En 1993, elle participe à un concert de gala au Concertgebouw d'Amsterdam, au cours duquel Mulder jouée un rôle central en tant que chef d'orchestre, organiste et pianiste.
En décembre 1995, le chœur donne une série de concerts à Vienne dont plusieurs concerts de l'Avent.
Au cours de l'année 2000, Mulder annonce qu'il veut cesser de diriger la chorale d'Heerde. Deux concerts d'adieu sont alors organisés à l'église Sint-Joriskerk à Amersfoort (nl) et à l'église Saint-Laurent de Rotterdam, ainsi qu'un grand concert d'adieu à l'église Saint-Jean à Heerde. Une sélection des concerts d'Amersfoort et de Rotterdam est enregistrée sur un CD dont le titre est Alzo lief heeft God de wereld gehad (Dieu a tant aimé le monde).
Le 13 mars 2001, Mulder prend congé de « De Lofzang » lors d'un concert de gala à guichets fermés au Concertgebouw d'Amsterdam. Il est remplacé par Harry Koning,.

### Société Oratoire Chrétienne Immanuel (1969-2000)
En avril 1969, Mulder prend la direction de l'association oratoire chrétienne « Immanuel » de Kampen créée en 1916, laquelle comptera ensuite jusqu'à cent-vingt-cinq membres.
Immanuel donne traditionnellement un concert de printemps chaque année à l'église Bovenkerk à Kampen. Klaas Jan Mulder interprète des œuvres connues et moins connues de nombreux compositeurs ; Requiem de Fauré, De Elias de Mendelssohn, The Choral Fantasy de Ludwig van Beethoven, avec Klaas Jan Mulder soliste au piano.
Au printemps 1991, Immanuel se produit à l’Église des Augustins de Vienne et à l'abbaye de Melk en Autriche où le public l'ovationne debout.
Le 1er avril 1994, Klaas Jan Mulder est honoré pour le 25e anniversaire à la tête de la Société : le maire de Kampen, M. Kleemans, lui remet la médaille d'honneur de la ville.
À l’automne 1997, la chorale donne une série de concerts dans l'ancienne Allemagne de l'Est : à Weimar, Leipzig et Dresde.
Après plus de 31 ans, Mulder quitte fait ses adieux à la Société en dirigeant Paulus de Mendelsohnn. Il est alors remplacé par Harrie Poulssen.

### Chœur chrétien d'hommes Sursum Corda d'Enschede
Pendant plusieurs années, Klaas Jan Mulder dirige le chœur d'hommes Sursum Corda d'Enschede, créé en 1927. Grâce à sa contribution, la musique sacrée reprend une place importante dans le répertoire du chœur.

## Organiste
Mulder est organiste de l'Église réformée néerlandaise de Kampen. Il donne en moyenne deux-cents concerts par an - aux Pays-Bas, en France, au Canada, aux États-Unis et en Corée du Sud - et réalise de nombreux enregistrements et CD.
Les programmes de concerts d'orgue de Mulder ont un concept fixe. Mulder commence par un « choral d'introduction » et termine par un « choral final » écrit de sa propre main. Entre les deux sont jouées de grandes et petites œuvres de la littérature pour orgue. Avec ce concept de programme, Mulder s'inscrit dans la tradition de l'école d'orgue de Jan Zwart (nl)t et Feike Asma (nl) . Mulder prend l' habitude de commencer par un choral d'introduction de Mendelssohn. Il improvise avec Piet van Egmond (nl) à la fin. Son public en concert, qui assiste d'abord aux pièces d'ouverture et de clôture, se rend peu à peu compte de la beauté des compositions pour orgue de Jehan Alain, Hendrik Andriessen (Toccata), Johann Sebastian Bach, Marcel Dupré (Evocation-Final), César Franck (Fantaisies, Final, Chorals), Alexandre Guilmant (Sonates), Franz Liszt (Ad Nos), Felix Mendelssohn-Bartholdy (Sonates, Préludes et Fugues) Olivier Messiaen, Max Reger (Fantasien, Toccata), Julius Reubke (Psaume 94), Joseph Rheinberger (Sonates), Louis Vierne (Final) et Charles-Marie Widor (Symphonies).
Klaas Jan Mulder réalise ses propres transcriptions pour orgue de compositions bien connues : Variations Enigma, op. 36, d' Edward Elgar, Largo de la 9e Symphonie du Nouveau Monde (Op. 95), d'Antonín Dvořák, mais aussi plusieurs œuvres d'Edward Grieg. De ses nombreuses improvisations à l'orgue est tiré le CD devenu populaire, Ruwe stormen may rageen, enregistré au à l'église Saint-Martin de Bolsward. Mulder se lasse parfois des demandes de pièces qu'il a jouées dans le passé : « Alors le spontané s'estompe un peu. »
Mulder donne le traditionnel concert du Nouvel An dans l'église Saint-Laurent de Rotterdam de 1981 à 2007. Ce concert est désormais mis à l'honneur à travers un programme varié, avec un clin d'œil et en même temps un hommage à Klaas Jan Mulder. Mulder développe son propre style par sa manière d'enregistrer et de toucher. C'est peut-être aussi parce que son cœur est d'abord avec le piano : en termes de technologie, cette influence a certainement été perceptible.
En 1983, Mulder désire célébrer son 25e anniversaire en tant qu'organiste en enregistrant un album ne contenant que des pièces de compositeurs français (Boëllmann, Dubois, Gigout, Frank, Vierne, Guilmant) à l'orgue Cavaillé-Coll de la basilique Sainte Clotilde à Paris sur lequel a joué César Franck : l'enregistrement est réalisé en trois jours par son fils. Le disque est produit par Rende Brouwer qui, à partir des années 1980, joue également de le trompette en compagnie de Mulder à l'orgue sur plusieurs enregistrements.

## KaJeM
Klaas Jan Mulder effectue une tournée aux Pays-Bas dans les années 1980 avec la formation KaJeM - un projet de collaboration avec le musicien pop Ton Scherpenzeel - dont le nom provient de ses initiales. Des morceaux de musique classique plus ou moins connus sont transformés en arrangements rythmiques modernes pour orgue, percussions, guitare basse et synthétiseur (et parfois des instruments ou voix supplémentaires comme hautbois, trompette, saxophone, timbale, soprano, chœur, grand orchestre ou guitare électrique). Un éclairage lumineux de différentes couleurs constitue le décor. Mulder lui-même voit le projet principalement comme une blague musicale et un parcours en parallèle. KaJeM n'est d'abord pas très apprécié des réformés amoureux du chant spirituel, mais il n'ôte finalement pas sa popularité à ce cercle. KaJeM est diffusé plusieurs fois sur la chaîne de télévision Evangelische Omroep, et publie six albums et quatre singles entre 1985 et 1995.
KaJeM reprend en majorité des œuvres de Jean-Sébastien Bach et de Haendel, mais aussi des pièces de compositeurs renommés comme Carl-Philipp-Emmanuel Bach, Clementi, Mozart, Beethoven, Chopin, Fauré, Sibelius, Rimski-Korsakov, Saint-Saëns, Richard Strauss, Widor, ou moins célèbres comme Lemmens, Rheinberger, Boëlmann, Binge, Paradies, Galuppi, Grison, Clarcke, Young, Tartini, Driffill, Wolstenholme, Bohm.
| - Klaas Jan Mulder : orgue d'église, piano, synthétiseur - Ton Scherpenzeel : synthétiseurs (1985 à 1989) - André Pouwer : claviers (1995) - Oswald Kiemeneij : basse (1985, 1987, 1989) - Eric Olsman : basse (1995) - Tommy Bachmann : batterie (1985) - Marcel Serierse : batterie (1987) - Andre Maes : batterie (1989) - Marcel Zimmer : batterie (1995) | - Rob Meijn : percussion, timbale (1987) - Bert Fransen: trompette (1987) - Diny Groeneveld : soprano (1987, 1989) - Frank Van Kooten : hautbois (1989) - Chœur d'hommes de studio Te Deum (1989) - The Kajem Philharmonic Orchestra (1991) - Hans Kappan : hautbois (1994) - Jack Verburgt : guitare (1994) - Jan Menu : saxophone (1994) - Jan-Peter Beyersbergen : guitare (1995) |

## Professeur de musique
Klaas Jan Mulder donne des cours particuliers d'orgue ou de piano à seulement quelques élèves.

## Développement religieux
Originaire des Églises réformées des Pays-Bas, la famille Mulder devient membre des Églises réformées après la Libération en 1944. Mulder rejoint les Églises réformées néerlandaises après 1967. Plus tard, il commence à attacher moins d'importance aux enseignements dogmatiques, mais il reste fidèle à la foi chrétienne.

## Mort et hommages
Le 1er novembre 2008, la famille de Klaas Jan Mulder annonce sa mort à 78 ans. Il était marié à Teunie, et avait quatre enfants et six petits-enfants. Klaas. Le 8 novembre, après une cérémonie dans l'église Bovenkerk de Hampen, Jan Mulder est inhumé au cimetière Bovenbroek de la localité,.
De nombreux musiciens néerlandais lui rendent hommage. « Il a joué au cœur de l’homme ordinaire. C’était quelqu’un qui maîtrisait tout. Klaas Jan Mulder a été mon exemple et mon inspiration, comme organiste et comme chef d’orchestre » déclare Marin Mans. « Il a donné à notre association un sentiment de famille, un sentiment de fierté et d’unité. Il était très important pour l’attrait d’Immanuel », explique Terry van Dijk du chœur Immanuel. « Un homme intègre, calme et simple, qui ne vient jamais au devant de la situation » déclare Joop van der Hof, ancien président du chœur d'homme Lofstem. « Il n'était pas du tout axé sur les affaires, il se concentrait uniquement sur la musique », précise Guido Lagendijk du chœur d’hommes chrétiens De Lofzang de Heerde.
Le concert de Nouvel an 2009 à l'église Saint-Laurent de Rotterdam est donné en sa mémoire.
Le 22 novembre 2012, dans le quartier Koepleinen à Kampen, pendant que le carillon joue Auf Flügeln des Gesanges de Mendelssohn, une plaque commémorative, portant la mention « Op Vleugelent der Muziek » (« Sur les ailes de la musique »), est celée au sol en l'honneur de Klaas Jan Mulder, en présence du maire Koelewijn et de la famille du musicien,.

## Récompenses
- 1990 : Médaille d'Argent (prix d'argent) de la Société académique d'éducation et d'encouragement couronnée par l'Académie française Arts-Sciences-Lettres, pour son importance pour la culture de l'orgue en France[22].
- 1991 : Chevalier de l'ordre d'Orange-Nassau.
- 1994 : Lors de son jubilé d'argent en tant que chef d'orchestre d'Emmanuel, Klaas Jan Mulder reçoit la médaille d'or d'honneur de la ville de Kampen.
- Deux disques d'or et un disque de platine.
- 2005 : Médaille vermeil (prix d'argent doré) de la Société académique d'éducation et d'encouragement couronnée par l'Académie française Arts-Sciences-Lettres[22].

## Partitions d'improvisations pour orgue
Klaas Jan Mulder réalise de nombreuses improvisations pour orgue. Les improvisations apparaissant sur les partitions sont notées par d'autres organistes et corrigées par Klaas Jan Mulder.
- Klaas Jan Mulder, Psaume 105, Psaume 21, Psaume 134, Aria sur Gezang 91, éd. Musique rip 106 Amsterdam.
- Klaas Jan Mulder, Fantasie-Toccata sur Wat God doet, dat is welgedaan, éd. John de Heer & Zn. 3003 Hilversum.
- Klaas Jan Mulder, Blijf bij mij Heer (Reste avec moi Seigneur), éd. Johannus Ede.
- Klaas Jan Mulder, Méditation Psaume 133, éd. Johannus Ede.
- Klaas Jan Mulder, Psaume 103 « en style libre », éd. Fondation Vox Humana Apeldoorn.
- Klaas Jan Mulder, Wie maar de Goede God laat zorgen, (Qui a laissé le Bon Dieu s'en occuper), Intrada Psaume 95, éd. Con Passione 6004 Hoevelaken.
- Klaas Jan Mulder, Fantasy Psaume 108, éd. Con Passione 6006 Hoevelaken 2008.
- Klaas Jan Mulder, Jezus is ons licht en leven, Meditatie Hoort gij die stemme, Wie maar de Goede God laat zorgen (Jésus est notre lumière et notre vie, Méditation Écoute cette voix, Qui ne laisse que le Bon Dieu s'en occuper), éd. Con Passione 6007 Hoevelaken.
- Klaas Jan Mulder, Psaume 68, éd. Con Passione 6010 Hoevelaken.
- Klaas Jan Mulder, De dag door Uwe gunst ontvangen/blijf bij mij Hee (Le jour reçu par ta faveur/reste avec moi Seigneur), Psaume 124, éd. Con Passione 6011 Hoevelaken. Édition posthume 2009.
- Klaas Jan Mulder, Fantasie-Toccata sur Wat God doet, dat is welgedaan (Ce que Dieu fait, c'est bien fait), arrangement pour piano Kees Brink, avec la collaboration de Klaas Jan Mulder. Première édition 2003, deuxième édition 2008.
- Klaas Jan Mulder, Oranjefantasie, Improvisation sur six chansons nationales, éd. Con Passionné 2014.
- Klaas Jan Mulder, Psaume 43, éd. Con Passione 6016 Hoevelaken.
- Klaas Jan Mulder, Psaume 77, Cher Seigneur et Père de l'humanité, Psaume 46, Con Passione 6017 Hoevelaken.
- Klaas Jan Mulder, Psaume 48:6, Con Passione 6030 Hoevelaken.
- Klaas Jan Mulder, Psaume 25 et Psaume 100, Con Passione 6031 Hoevelaken.
- Klaas Jan Mulder, Uren dagen, maanden, jaren (Heures jours, mois, années), Con Passione 6033 Hoevelaken.
- Klaas Jan Mulder, Psaume 75, Wanneer de schemer valt (Quand le crépuscule tombe), Con Passione 6036 Hoevelaken.
- Klaas Jan Mulder, U bid ik aan, o macht der liefde (je te prie, ô puissance d'amour), Psaume 118, Con Passione 6037 Hoevelaken.
- Klaas Jan Mulder, The stars and stripes forever, arr. pour orgue, Con Passione 9002 Hoevelaken.
- Klaas Jan Mulder, improvisations de Noël 1, Con Passione 6022 Hoevelaken.
- Klaas Jan Mulder, improvisations de Noël 2, Con Passione 6025 Hoevelaken.
- Klaas Jan Mulder, Grote God, wij loven U (Grand Dieu, nous te louons), Con Passione 6043 Hoevelaken.
- Klaas Jan Mulder, Psaume 79, Psaume 141, Stilte over alle landen, Heer, ik kom tot U, Mijn Herder is de Here God (Silence sur toutes les terres, Seigneur, je viens à Toi, Mon berger est le Seigneur Dieu), Con Passione 6044 Hoevelaken.
- Klaas Jan Mulder, Leer mij Uw weg o Heer, Blijf bij mij Heer, Heilig Heilig Heilig, Leid Vriend'lijk licht, O grote Christus eeuwig licht (enseigne-moi ta voie ô Seigneur, reste avec moi Seigneur, Saint Saint Saint, Guide Lumière amicale, grand Christ lumière éternelle), Con Passione 6046 Nijkerkerveen.
- Klaas Jan Mulder, Psaume 42, Con Passione 6047 Nijkerkerveen.

## Discographie sélective
Klaas Jan Mulder a réalisé de nombreux enregistrements.
La plupart des enregistrements d'orgue ci-dessous sont réédités sur LP et CD. Dans la mesure du possible, la première édition avec l'année d'enregistrement est toujours mentionnée. Avec les rééditions, un certain nombre d'enregistrements, tels que Delft (improvisations), ne sont pas tous sortis sur CD.

### LP
- Klaas Jan Mulder joue sur l'orgue de l'église Martinikerk de Bolsward, Concert populaire partie 1 (Dureco 1967 131.011).
- Klaas Jan Mulder joue sur l'orgue de l'église Martinikerk de Bolsward, Popular Concert part 2 (Dureco 1967 11929).
- Klaas Jan Mulder improvise sur l'orgue de la Sint-Hippolytuskerk à Delft, Part 1 (Dureco 1968 149.507).
- Klaas Jan Mulder improvise sur l'orgue de la Sint-Hippolytuskerk à Delft, Part 2 (Dureco 1968 149.508).
- Klaas Jan Mulder joue sur l'orgue de l'égglise Martinikerk à Bolsward, Sons d'orgue le soir (1972 Philps 6440 055).
- Klaas Jan Mulder joue des oeuvres virtuoses sur l'orgue de Garrels de l'église Grote-Kerk à Maassluis (1972 Cantilena MC 4916-4).
- Klaas Jan Mulder joue sur l'orgue van den Heuvel dans l'église Singelkerk réformée à Ridderkerk (1973 BMG-249).
- Klaas Jan Mulder joue sir l'orgue du Ned dans l' église à Hasselt et sur l'orgue de la Grote-Kerk à Dordrecht (1974 CNR 657.519).
- Klaas Jan Mulder joue et improvise sur l'orgue de la vieille église d'Amsterdam (Dureco 1975 149.021).
- Klaas Jan Mulder joue ses propres arrangements sur l'orgue Hinsz de l'église Martinikerk à Bolsward. (1976 Cantilena AG 1852).
- Klaas Jan Mulder joue sur l'orgue de l'église Bovenkerk à Kampen (1977 Prélude 00020).
- Organistres néerlandais 1 : Arie Keyzer, Simon C. Jansen, Dirk Jansz. Zwart, Feike Asma, Thijs Kramer et Klaas J. Mulder (Te Deum 90.15-G)(Te Deum 90.16-G).
- Klaas Jan Mulder joue des œuvres de JS Bach & G.Fr. Händel sur l'orgue de la Grote-Kerk à Breda (Dureco 1981 88.034).
- Klaas Jan Mulder joue sur l'orgue de l'église Oude-Kerk à Amsterdam (1979 Philips 6375 500).
- Klaas Jan Mulder (concert de Noël) joue sur l'orgue Bätz de l'Evangelische Lutersekerk à La Haye (1980 Philps 6423 345).
- Son d'orgue dans la nuit de Noël, avec la collaboration de Klaas Jan Mulder, Feike Asma, Willem Hendrik Zwart, Jan Zwanepol et Dirk Jzn. Noir (Te Deum 149 079).
- Klaas Jan Mulder dans la célèbre Basilika und Benediktinerabtei à Ottobeuren (Dureco 1981 149.140).
- Klaas Jan Mulder joue Jan Zwart sur l'orgue de la Grote-Kerk à Hasselt (Dureco 1982 60.23-24).
- Klaas Jan Mulder improvise à l'orgue van den Heuvel à Katwijk aan Zee (Dureco 1983 149.124).
- Klaas Jan Mulder joue sur le célèbre orgue de l'église Sainte Clotilde à Paris (25e anniversaire comme organiste) (Dureco Benelux 1983 88.060).
- Charles de Wolff et Klaas Jan Mulder jouent sur l'orgue du Bovenkerk à Kampen (1984 CCHK 1001-Stereo).
- Klaas Jan Mulder joue Popular Classics sur l'orgue de la Grote ou Sint-Laurenskerk à Rotterdam (1985 Dureco Benelux 88.109).
- Klaas Jan Mulder (Arrangements de chorals de Mendelssohn, Mulder, Reger, De Wolff) Grote-Kerk Breda (Dureco 1986 Te Deum TD 149.147).

### CD
- Klaas Jan Mulder (Concerto pour orgue) au Grote-Kerk à Dordrecht (Dureco 1988 Te Deum 1150422). Il s'agit du premier CD à l'orgue aux Pays-Bas.
- Klaas Jan Mulder joue Jan Zwart à l'orgue de la Grote Kerk à Hasselt (Te Deum 1150692), enregistrement 1982.
- Klaas Jan Mulder (Improvisations) Grote de Sint-Laurenskerk à Rotterdam (1992 De Bazuin cd 5525).
- Klaas Jan Mulder joue sur les orgues de Nimègue et Hasselt (1993 De Bazuin CD 5536).
- Klaas Jan Mulder (en concert) sur un orgue Johannus de la Grote Kerk à Elburg (1994 De Bazuin cd 5560).
- Klaas Jan Mulder (Sons d'orgue autour de Noël) sur l'Oude Kerk à Amsterdam (1994 De Bazuin cd 5565).
- Klaas Jan Mulder (50 ans d'orgue) en direct de La Haye, Dordrecht, Haarlem, Hasselt, Leiden, Maassluis, Rotterdam et Utrecht (1995 De Bazuin 2 cd 5575).
- Klaas Jan Mulder (Improvisations magistrales) en direct de l'Église évangélique luthérienne de La Haye (1995 De Bazuin cd 8655).
- Klaas Jan Mulder joue sur des orgues Kampen ; Bovenkerk, Broederkerk, Burgwalkerkerk, Buitenkerk et la Nieuwekerk (1997. La Trompette CD 5615).
- Klaas Jan Mulder, Orgue Cavaillé-Coll Saint Sernin, Toulouse, France (1998 Festivo 6921652).
- Klaas Jan Mulder, Baroque, orgue Schnitger, Grote de Sint Michaëlskerk Zwolle (2001 Festivo 6951872).
- Klaas Jan Mulder (Stars and Stripes) Grote de Sint Laurenskerk Rotterdam (2002 De Bazuin cd 5660).
- Quatre organistes (dont Klaas Jan Mulder) jouent sur l'orgue achevé de l'Oude Sint-Nicolaaskerk à IJsselstein. (2002 STH Quality Classics CD 1402872).
- Klaas Jan Mulder, Orgue Cavaillé-Coll Sint Ouen, Rouen, France (2002 Festivo 6961 932).
- Klaas Jan Mulder joue des œuvres pour orgue de la période romantique tardive allemande et française sur l'orgue Walcker de la Grote ou Martinikerk Doesburg (2004 De Bazuin Classics CD/DVD Audio 30801).
- Klaas Jan Mulder (Enregistrements en direct du Laurenskerk Rotterdam) - Une impression des concerts traditionnels du Nouvel An avec des chants en assemblée du Laurenskerk à Rotterdam. Edition spéciale à l'occasion de l'année du lustre 2005 (2005 De Bazuin 2 CD 6031/6032).
- Klaas Jan Mulder, Orgue Cavaillé-Coll Sint Ouen, Rouen, France (2006 Festivo 6962.102) Il s'agit du dernier enregistrement à l'orgue par Klaas Jan Mulder.

### Accompagnement de chant et chant choral
- Chant de congrégation à Elburg, dirigé par. Feike Asma ; Orgue Klaas J. Mulder – Jubilate GL 2302.
- Chanter avec Klaas Jan Mulder & Pieter Stolk – du Herv. Église du village à Nunspeet – Celesta 2375 505.
- Chant d'assemblée et de choeur de la Grote Kerk sur l'orgue Tholen Klaas Jan Mulder – TD 149001.
- Soirées de chant et d'orgue à l'église de Laurens Orgue Klaas Jan Mulder et Sander van Marion – TD 149046.
- Chant de congrégation de l'Oosterkerk à Utrecht - J'ai trouvé un terrain solide avec à l'orgue Klaas Jan Mulder – STB 220149/50 dlp.
- Chant d'assemblée de Barneveld, Hasselt, Tholen, Rotterdam et Kampen - Orgue Klaas Jan Mulder Rotterdam et Tholen –TD 139 004.
- Klaas Jan Mulder joue et accompagne le chant de la congrégation, Immanuelkerk à Wageningen (STH Records cd 1401112).

De nombreux enregistrements ont été réalisés par Klaas Jan Mulder, au cours desquels il accompagne des chœurs d'hommes. Ci-dessous une sélection non exhaustive.
- Chœur d'hommes d'Urk Hallelujah, dirigé par Frits Bode jusqu'en 1968..
- Chœur d'hommes Urker Singers, dirigé par Frits Bode, plus tard un enregistrement sur CD de ce chœur d'hommes dirigé par Jacob Schenk.
- Urker Fisherman's Choir Crescendo, dirigé par Meindert Kramer.
- Chœur d'hommes du Nord Rijssen, dirigé par Hennie Sluthaar.
- Le choeur d'hommes de Thool Rehoboth, dirigé par Riche Riche.
- Chœur d'hommes Ethan Yerseke, dirigé par Riche Riche.
- Chœur d'hommes Salvatori Nunspeet, dirigé par Gerrit Bosman.

### En tant que chef d'orchestre
Des dizaines d'enregistrements ont été réalisés avec ses choeurs.
- Klaas Jan Mulder joue la Grande Messe d'orgue de JS Bach avec la collaboration d'Oratoriumver. ”Emmanuel'' à Kampen (Te Deum 91.015/016).

### Klaas Jan Mulder à l'orgue ou au piano avec d'autres instrumentistes
En plus des enregistrements ci-dessous, divers enregistrements ont été réalisés à partir de 1973 environ avec les frères (Henk et Rende) Brouwer, trompette, et Klaas Jan Mulder, orgue.
- Klaas Jan Mulder, orgue et Benny Ludemann, mandoline (1989 TD 1151462).
- Klaas Jan Mulder, orgue, et Han Kapaan, hautbois, jouent des chants spirituels bien-aimés (1988 De Bazuin 5509).
- Arrangements choraux Klaas Jan Mulder, orgue et hautbois Han Kapaan, (19.. La Trompette 5534).
- Mulder & Mulder classique préféré Klaas Jan Mulder, piano et orgue Jan Mulder, (1995 De Bazuin 5555).
- Klaas Jan Mulder, orgue et flûte de pan Matthijs Koene, Sonate (19.. La Trompette 5592).
- Ab Weegenaar, Basson et Klaas Jan Mulder, Piano (1998 STH Quality classics 198018).
- Ab Weegenaar, Basson et Klaas Jan Mulder, Piano (1998 STH Quality classics 1499172).
- Gradagio - Henk de Graaf, Clarinette et Klaas Jan Mulder, Piano (2001 STH Quality classic cd 1401192).
- Comme tu es grand, Klaas Jan Mulder, orgue Arjan & Edith Post, trompette (200. La Trompette 5640).
- Nocturne, Klaas Jan Mulder, orgue et piano, Kees Alers, flûte (200. La Trompette 5666).

### KaJeM
- Kajem (1985).
- Kajem 2 (1987).
- Kajem 3 (1989).
- Pipes of Prise (1991).
- Suite Gothique (1994).
- Kajem on Tour Live (1995), enregistré en concert.

### DVD
- Johannus en concert partie 1 - Le phénomène : Pierre Pincemaille . (France) Le maître des phrasés : J. David Hart (USA) Le virtuose : Joseph Nolan (UK) Le maestro des pays bas : Klaas Jan Mulder (Pays-Bas) Le peintre musical : Rolf Henry Kunz (Allemagne).
- Johannus en concert partie 2 - Cinq musiciens exceptionnels vous emmènent dans l'univers de Johannus : David Hart (USA) Rolf Kunz (Allemagne) Klaas Jan Mulder (Pays-Bas) Joseph Nolan (Royaume-Uni) Pierre Pincemaille (France).
- Une image sonore unique - Klaas Jan Mulder & The Kamper Men's Choir By Eendracht Linked, de STH Records Nijkerk.

### MP3
- Les orgues d'église néerlandais les plus célèbres joués par Klaas Jan Mulder. 76 Récitals sur 1 cd mp3. 2005. DISKY MPR. 903338. MP3. Durée totale : 5 heures et 32 minutes. Il s'agit du premier disque MP3 d'orgue au monde.

## Inscrit permanent
Mme Agheeth Zaanen est l'une des personnes inscrites[Quoi ?] régulièrement par Klaas Jan Mulder depuis le milieu des années 80. Avant elle, c'est Jan Smit de Nunspeet (maintenant Bodegraven). Smit est l'homme des relations publiques de Klaas Jan Mulder pendant sa vie musicale.

## Anecdote
Le prince Bernhard connait également l'improvisation populaire de Mulder Des tempêtes violentes peuvent faire rage. Bernhard entend cette improvisation en direct de l'église Saint- Laurent à Rotterdam en 1977. Mulder joue également joué Finlandia de Sibelius. Peu de temps après, il est invité à visiter le palais de Soestdijk. Cette anecdote est relatée dans le livre Wat harmonie vermag écrit par Jan Smit.

## Source
- (nl) Cet article est partiellement ou en totalité issu de l’article de Wikipédia en néerlandais intitulé « Klaas Jan Mulder » (voir la liste des auteurs).